# 有限ベクトル空間
線型代数学における有限ベクトル空間（ゆうげんベクトルくうかん、英: finite vector space）は、濃度が有限（つまり有限集合）なベクトル空間を言う—そのような空間は（零ベクトル空間を除けば）有限体上の有限次元ベクトル空間に他ならない。有限ベクトル空間の基底の総数や部分空間の総数などを求めることは組合せ論に属する問題である。有限ベクトル空間上の線型代数学は有限体の分類に有効な道具立てを与える。線型符号には有限ベクトル空間の概念が応用されている。

## 準備
E は体 𝕂 上のベクトル空間とする。E ≠ {0} ならば、𝕂 は適当な u ∈ E の生成する一次元部分空間 𝕂u に等濃 である—これらの間の全単射は 𝕂 に属する各スカラー k を u の左スカラー k-倍 ku に写す写像で与えられる。ゆえに E が有限ならば 𝕂 も有限であり、また含むベクトルの数が有限となるには E は 𝕂 上有限次元でなければならない。
逆に、E が有限体 𝕂 上有限 n-次元ならば、E は数ベクトル空間 𝕂n に同型であり、その濃度は {\displaystyle |E|=|\mathbb {K} |^{n}} と評価できる。

## 有限ベクトル空間の基底
𝕂 を q-元体（元の数が q の有限体）とし E が 𝕂 上 n-次元とすれば、E の非零ベクトルはちょうど qn – 1 個ある。E の基底—n 個の線型独立なベクトルからなる族—は、以下のような手順の有限回の繰り返しで構成することができる:
| 基底ベクトルの候補の選び方                                                            | 選び方の数     |
| ------------------------------------------------------------------------------------- | -------------- |
| 第一の基底ベクトルとして、零ベクトルでない任意のベクトル v1 を選ぶ                    | qn – 1 通り    |
| 第二の基底ベクトルとして v1 と共線でない任意のベクトル v2 を選ぶ                      | qn – q 通り    |
| 第三の基底ベクトルとして v1, v2 の張る平面上にない任意のベクトル v3 を選ぶ            | qn – q2 通り   |
| 以下同様に……                                                                          | ⋮              |
| 最後の基底ベクトルとして v1, v2, …, vn–1 の張る超平面上にない任意のベクトル vn を選ぶ | qn – qn–1 通り |

ゆえに E の基底の総数は {\displaystyle (q^{n}-1)(q^{n}-q)(q^{n}-q^{2})\dotsb (q^{n}-q^{n-1})} となる。同じ理由で、k 個の線型独立なベクトルからなる族の総数が {\displaystyle (q^{n}-1)(q^{n}-q)(q^{n}-q^{2})\dotsb (q^{n}-q^{k-1})} で求まることもわかる。このような族は E の k-次元部分空間を生成し、また任意の k-次元部分空間がこれらの族から生成されることが言えるが、ひとつの k-次元部分空間はその基底のとり方の分だけ重複して数えられることに注意する。よって、羊飼いの補題 により E の k-次元部分空間の総数はガウスの二項係数 {\displaystyle {\binom {n}{k}}_{\!q}={\frac {(q^{n}-1)(q^{n}-q)(q^{n}-q^{2})\dotsb (q^{n}-q^{k-1})}{(q^{k}-1)(q^{k}-q)(q^{k}-q^{2})\dotsb (q^{k}-q^{k-1})}}} で与えられる。